# Хуњади (ТВ серија)
Хуњади (мађ. Hunyadi) је мађарско-аустријска ТВ-серија, заснована на романима Мора Бана, и историјским догађајима везаним за Јаноша Хуњадија, у српској поезији познатог као Сибињанин Јанко. Серија је премијерно приказана у марту и априлу 2025. године на ТВ2. Насловну улогу тумачи Гелерт Л. Кадар, а у серији се као један од битних ликова појављује и Мара Бранковић, коју тумачи тумачи Франциска Торшчик. Серија је снимана на више језика, између осталог и на српском.

## Радња
Серија говори о Јаношу Хуњадију и прво је приказана 2024. године на Канском филмском фестивалу. Јањош брани Европу од освајања Отомана, и кроз серију је приказана политичка превирања владајућих породица, одлазак Маре Бранковић, бивше Хуњадијеве љубави да постане конкубина Мурата II, као и битка током опсаде Београда (1456). У серији глуми преко 600 глумаца и због историјске аутентичности, сви они причају на својим матерњим језицима. У серији глуми и Раде Шербеџија.

## Глумачка постава
- Гелерт Л. Кадар - Јанош Хуњади
- Вивијен Рујдер - Јелисавета Силађи
- Франциска Торшчик - Мара Бранковић
- Ерно Фекете - Улрих II Цељски
- Муратан Муслу - Мурат II